# Myripristis jacobus
Myripristis jacobus är en fiskart som beskrevs av Cuvier 1829. Myripristis jacobus ingår i släktet Myripristis och familjen Holocentridae. Inga underarter finns listade i Catalogue of Life.